# Rosa Alentorn i Sànchez
Rosa Alentorn i Sànchez (Barcelona, 4 d'octubre de 1960) és llicenciada en química i activista per a la independència de Catalunya. Va ser vicepresidenta de l'Assemblea Nacional Catalana (ANC). Llicenciada en química per la Universitat Autònoma de Barcelona i màster en gestió de sistemes d'informació, és vicepresidenta de desenvolupament de continguts a Fairview Research/IFI Claims Patent Services. Va ser coordinadora de la secció territorial de l'ANC a Viladecavalls entre 2011 i 2013, i coordinadora comarcal al Vallès Occidental de 2012 a 2013, any en què es va incorporar al secretariat nacional de l'entitat. Ha estat coordinadora de la campanya Signa un Vot per la Independència. El 2015 es va presentar a les eleccions per a la direcció de l'ANC amb l'equip Junts. Arran d'aquestes eleccions, va ser nomenada vicepresidenta de l'entitat. Està casada amb Jordi Salvador, que va ser gerent de l'ANC.